# 春日一番
春日 一番（かすが いちばん）は、セガのアクションゲーム「龍が如くシリーズ」の『龍が如く7 光と闇の行方』およびオンラインゲーム『龍が如く ONLINE』から登場した架空の人物。
担当声優は中谷一博 、優希知冴（『7』の新生児期）。

## 概要
元・東城会で現・近江連合荒川組組長・荒川真澄とハワイ出身の日系人・岸田茜の間に生まれる。両者は籍を入れたという記録はないこと、出生時のトラブルにより春日が真相に気付くのは2019年から2023年のことである。横浜星龍会の海老名正孝とは腹違いの兄弟である。
元荒川組の構成員。背中には龍魚の刺青が彫られている
育ての親・春日次郎と血の繋がりは無い事は知らされていたが、没後も「父ちゃん」と呼び「自分には父親は二人、荒川真澄と春日次郎」とも述懐しており、次郎を「育ての父親」として感謝している。また荒川組組員となってからも自分が育ててくれた神室町の住人達とは親交が続いている。
服役期間と重なっているため『1』から『6』までに起こった出来事や人物に対する知識がほとんどない。桐生一馬の存在も知らずに作中で名前で呼ばれる事や名乗る事もなかったため『7』では桐生が何者であるのかを知らず、背中の刺青と桐生に殴られ気絶した際に見た夢の内容から「ドラゴン」と呼んでいるが、『8』ではいつの間にか素性を知っていて「桐生さん」と呼んでいる。真島については顔も名前も知らなかったが、服役前から「片目の狂犬」として噂だけは聞いていた。
18年も服役していたため出所後にはスマートフォンや加熱式たばこを見て戸惑っていたが、物語の進行に伴いスマートフォンの使い方を覚えて留守電に自身の声を設定するなど現代の電子機器に慣れていく順応性の高さを持つ。
『7』における戦闘スタイルは大振りなパンチを中心とした喧嘩殺法にプロレス技を織り交ぜた荒々しい攻撃スタイルが特徴的な「フリーター」に加え、後述の道路に突き刺さったバットを引き抜いて以降は「勇者」としてバットを剣のように振り回して戦うだけでなくパーティーのリーダーとして味方の支援・回復までこなすようになる。
その他敵を説得・威圧する話術や味方との連携攻撃「絆技」の他、様々な縁で知り合った人物や動物を有償で呼び出す「デリバリーヘルプ」や人工衛星から強大な破壊力を持つレーザー光線を放つ「サテライトレーザーの極み」といった奇想天外な戦法も使用する。

## 人物
当初は頭の両サイドを刈り上げ、角刈りにパーマを当てたような髪型をしていた。出所後、伸びた髪にパーマを当てようとしたところ担当した美容師にパンチパーマを施す技術がなかったため他者からしばしば「モジャモジャ頭」と称されるアフロヘアーに近い長髪ボサボサの髪型になってしまった。髪型に関わらず一貫して両耳から顎にかけて髭を生やしている。
服装は白いワイシャツ、ワインレッドのスーツ上下、黒の革靴、金のネックレスという装いであり就寝時はジャケットを脱いだだけの姿でいることが多い。スーツは『7』で異人町に捨てられてからホームレスを脱するまでの間はクリーニングしておらず非常に汚らしい色合いになる。『7』のジョブチェンジではダンサーや用心棒、ホストなどのジョブに応じた衣装を着用する。
『8』冒頭ではハローワークで契約社員として働いていたため、黒のスーツ上下に赤ネクタイ、髪は『7』で出所した時と同じように後ろで束ねた髪型をしている。諸事情により解雇されると前作と同じ容姿に戻ったが、ハワイで身ぐるみを剥がされ桐生と合流した後は赤いアロハシャツに裾を捲って膝下の丈にしたジーンズ、裸足にビーチサンダルといった姿で行動する。
表情豊かで明るく人なつっこい性格をしており、十数年服役していた前科者にもかかわらず多くの人間を魅了するほどのカリスマ性を有する。学はないが弁が立つうえ機転が利き、察しもよく状況把握も人一倍早い。基本的に真っ直ぐな気性で策を弄するのを好まないが、必要とあれば搦め手を使って相手を陥れたり的確に相手の痛いところを突いた言葉を放つ。義理人情に厚く仲間を信じ思いやる事を大切にしているがそれゆえに親しい者、とりわけ「親っさん」と呼び慕う荒川真澄のこととなれば視野狭窄になって暴走しがちであり仲間からたしなめられる事もある。またどんな相手であろうと売られたケンカは買う主義。
大のゲーム好きで、特に幼少期において数世代遅れの「ドラクエ」を好んでプレイしていた経験からか仲間の事を「パーティー」と呼ぶなど何かと物事をコンピューターRPGに喩える事がある。また「勇者」という存在への憧れが強く、偶然見つけた道路に突き刺さったバットを「勇者の剣」と称したり弱者でも一方的に叩きのめす事はせず相手を観察しながら戦うという矜持を持つ。見た目や言動などから軽く見られがちであり、出所して間もないこともあってか桐生、真島、冴島など人間離れした強さを持つ伝説の極道達にはまだまだ及ばないもののその実力及びポテンシャルは決して低くはなく、戦闘後の相手からはその実力を高く評価される事もある。
良くも悪くも自分を曲げない性分のため態度を注意される事もあるが、年長者や立場が上の者には敬語で話すなど礼節を弁えている面もある。『7』では真の敵でもあった荒川真斗に対し怒りを覚えながらも一貫して「若」と呼んでいた。沢城に対しても敵対しながら終始「カシラ」と呼び接していたが、決戦時に一度だけ「沢城」と呼び捨てている。

## 劇中での活躍
回想での主な出来事
『ONLINE』では1977年12月31日の大晦日、『7』では1977年の1月1日に神室町泰平東通りにあるソープランド「桃源郷」の浴室で生まれ、「一番」と名付けられる。桃源郷の店長である春日次郎や桃源郷で働くソープ嬢に店員、神室町のたばこ屋の老婆やチャンピオン街スナックのママなど神室町の住人によって育てられたが、決して粗悪な扱いは受けておらずむしろ可愛がられ、成人してからもその付き合いは継続しており、一番本人もたまに桃源郷の手伝いをする日々を送った。また、母親は出産した後に姿を消しており、春日次郎からも桃源郷で産み落とされた事や自分と血の繋がりは無い事は聞かされていたため、父親は行きずりの客であろうと考えた。
中学を卒業後、育ての父である次郎を亡くし高校にも行かず神室町を彷徨っており、金欲しさにケンカとカツアゲに明け暮れていたがある日襲った相手が東城会系の極道であったために結果として事務所に監禁されて報復を受ける。助かりたい一心で武闘派として堅気にも名を知られていた東城会三次団体荒川組と組長である荒川真澄の名を出すが、運悪くその相手は荒川組とシノギを巡って争っていた連中だったため「悪ガキ1人に出張ってこない」と見た連中から始末されそうになったところで現れた荒川に救われ、荒川が「指一本」を差し出したことで自由の身を得る。その後荒川の行動と言葉に感銘を受け、翌日から荒川組の盃を貰うために事務所の前に立ち続けるようになり、当初は荒川に拒まれたものの100日が経った頃には荒川に認められて盃を貰った。またその際に車いすに乗った真斗とも初対面した。それ以降荒川からは目を掛けられ、共に食事に誘うなど可愛がられており、また自身も一貫して「親っさん」と呼び「王様」や「神様」のような存在だと尊敬する一方で沢城からは毛嫌いされ、常に辛く当たられておりシノギを上げられなかった時は制裁を受けたり指を詰めさせられそうになったりすることもあった。また真斗の付き人も任されており、買い物や高級クラブ等にも同行した（『7』）。

### 龍が如く ONLINE
2000年12月31日（当時23歳）、沢城の命令で借金の取り立てを終えた翌日、沢城が東城会の二次団体である室井組の組長を殺害してしまった事を知らされ組を存亡の危機から守るために沢城の代わりに自首して欲しいと懇願される。その頼みを快く受け入れ、同日には警視庁神室警察署に自首した。その後、2018年（当時41歳）に出所して神室町に舞い戻るも、街は近江連合と警察によって支配されており、北村や近江連合や警察が追っている謎の人物「X」からはその現状を作り出したのが荒川である事を聞かされる。北村の言う事が信じられず荒川の元へ赴き、そこで沢城との再会と共に戦闘を経て荒川と念願の再会を果たすも荒川から銃を突きつけられ、「死んでくれ」という言葉と共に発砲されるも一命を取り留める。その後は荒川の真相を知るために秋山駿など協力して神室町を取り戻すための戦いに生じていく。決戦当日、沢城を倒した後は荒川から「蒼天堀に来い」と告げられる。
1999年が舞台の第二部（当時22歳）では東城会本家から郷田龍司抹殺の指令を受けた荒川の命で、出所直後の久瀬の補佐役として龍司の元へ赴く。龍司を殺害したと見せかけて匿った後は、荒れている彼に助けた理由を告げて援護に向かう。騒動解決後は荒川から「殺しの荒川組」の一員として認められる。

### 龍が如く7 光と闇の行方
2001年1月1日（当時24歳）早朝、荒川から電話で呼び出されて事務所へ向かうと、荒川から沢城が直系坂木組の組員である鈴森近雄を射殺したことを知らされる。枝に過ぎない荒川組が直系の組員を殺害したとあっては報復は免れず、ましてや組のNo.2である若頭がやった事となれば破門にして済む話でもない。さらには坂木組は東城会の中で近江との内通の疑いがあった組でもあり、幹部会で荒川がそのことに言及したせいで敵視されているという非常に難しい状況の中、組の存続のためには若頭の沢城を殺される訳にも逮捕される訳にもいかない。荒川組を存亡の危機から守るために沢城の代わりに自首して欲しいと懇願される。荒川が頭を下げるのを遮り、むしろ「恩返しさせて下さい」と言ってその頼みを快く受け入れ、先月付で破門より重い(復縁の余地がない)絶縁とされたことになり同日には警視庁神室警察署に出頭し、服役する。
判決は懲役15年だったものが、刑務所内で他の囚人に荒川を侮辱されたことに怒り手を出したことで刑期が3年延長となり、合計で18年間の服役を終え、2019年（当時42歳）に出所。服役中に荒川から手紙が来ており、出迎えるとの旨が書かれていたものの、いざ出所するとそこには荒川どころか一人も出迎えが無かった。そこで一番の出所を待ち構えていた足立宏一と出会い、荒川組が「神室町3K作戦」に乗じて東城会を裏切って内部情報を近江連合と警察にリークすることで東城会の神室町撤退と近江連合侵攻の手助けをしたことや、その功績から近江連合への乗り換えと同時に直参として若頭代行に就任したことを聞かされる。話を聞いてすぐは信じなかったが、鈴森近雄の墓参りの際に近江連合の先代の墓参りに訪れる荒川の姿を目撃したこと、神室町に「近江連合荒川組」と名乗るヤクザが至る所にいることなどを自分の目で見、荒川組が近江連合に寝返ったのだという現実を受け入れる。帰る場所を失ったと思い自暴自棄になりかけるがそこで改めて足立に声をかけられ「荒川に真意を問いただすために直接会いたくはないのか」と誘われ、「平安樓神室町支店」で行われる幹部会に潜入する計画に乗る。一番は足立と共に潜入し、沢城との再会と共に戦闘を経て荒川と念願の再会を果たすも荒川から銃を突きつけられ、「死んでくれ」という言葉と共に胸を撃たれた。
気がつくと横浜・伊勢佐木異人町のホームレス街のゴミ捨て場におり、ホームレスの一人である元看護師のナンバの治療により一命を取り留めたことを知るが、まだ満足に動ける体ではなかったため、ホームレス街村長とナンバの了解を貰い、ホームレス街に留まる。また、ナンバから、異人町唯一の極道組織「横浜星龍会」、韓国系マフィア「コミジュル」、中国系マフィア「横浜流氓」による三すくみが「異人三」と呼ばれていることやそれによって外部からの圧力を防いで均等な三角関係を保っていることを教わるが、その時に胸ポケットに血の付いた裏面が印刷されていない偽札が入っていた事に初めて気が付く。その後、生活していくためにナンバと共にハローワークへ行き、住所が無い事を理由に一旦は断られるも、所長の神部からの個人的な紹介でスナック街にある「ハーバーライト」へとアルバイトに向かう。ここで盗電を巡るコミジュルとのトラブルを解決した事からスナック街を実質的に仕切っている浜子に気に入られ、浜子から自身が所有する店舗の2階空き部屋を居住地として提供されたため、ナンバと共に移り住む。
住所を得たところで春日を探して異人町にやってきた足立と再会。無職となっていた足立を含めて3人でハローワークへ行き、風俗街にある「乙姫ランド」の仕事を紹介される。店長である野々宮勲の一見横柄・横暴に見える態度に嫌悪感を示した難波・足立が面接を蹴って帰ろうとするも、経験から野々宮の態度に一定の理解を示した春日はあくまで乙姫ランドへの就職を諦めず、ちょうどその時デモにやってきていたブリーチジャパンとのトラブルを解決する事と引き換えに3人まとめて乙姫ランドへの採用を取り付ける。
採用されてからの初仕事として、「金に困っているはずだが最近休みがちになっている」ということから従業員である菜乃葉の裏引き疑惑の調査を依頼され、これを探っていくうちに横浜星龍会が経営する「陽だまりの城」での裏ビジネスの存在を知り、菜乃葉とその祖父が裏ビジネスに騙されて大金を支払わされようとしている事を突き止める。これを止めさせるために横浜星龍会本部へ乗り込み、会長である星野龍平と初対面し、陽だまりの城は閉鎖、菜乃葉には今まで支払われた金を全額返済した。店に帰ると野々宮の無残な首つり現場を目撃することになるが、大入り袋を用意していた最中だったという自殺するには不自然な状況に加え、葬儀の際に出会った向田紗栄子が受けたという野々宮が死亡する直前の電話の内容から自殺ではなく他殺の線が強い事を知る。野々宮の最後の言葉から馬淵昌を犯人の可能性が高いと見て追うが、結果として逆に馬淵の罠に嵌まって囚われの身になったところをハン・ジュンギの協力で脱出する。
馬淵に拷問されていた際の映像を馬淵が編集し、春日たちを星龍会の鉄砲玉に仕立て上げて抗争を起こす口実に利用された事、馬淵が抗争を起こそうとしているのが横浜流氓へのクーデターのためである事を知った春日はこれを阻止するために奔走する。既に始まってしまった抗争により星龍会の構成員が殺害されており、かたき討ちのために横浜流氓に乗り込んだ星龍会若頭の高部を止めるために春日達も横浜流氓のアジトに乗り込む。横浜流氓総帥の趙天佑と対面し馬淵の仕組んだクーデターであると説明し、この危機的状況で馬淵に連絡が取れない事などを指摘して趙を揺さぶるが、体面上物的証拠が無ければ受け入れられないとする趙を完全に説得する事はできず、証拠を手に入れるためにコミジュルに赴く。
コミジュルのアジト付近では謎の女性に出会いコミジュルアジトの中へと案内される。最奥部付近でコミジュル参謀のハン・ジュンギに腕試し半分で戦いを挑まれるも退け最奥部に招き入れられ、謎の女性＝コミジュル総帥のソンヒに「野々宮死亡推定時刻の直前に馬淵が乙姫ランドに出入りする瞬間の防犯カメラ映像」を提示される。しかしソンヒはそれだけでなく春日たちをさらに奥、コミジュル中枢に招き入れ、何十年も前から厳重に秘匿されてきた偽札製造の事業の存在を明かされると同時に、春日がいつの間にか持っていた「裏面が印刷されていない偽札」を所持している理由を詰問される。この偽札はコミジュルによって印刷したものであり、何故か流出していたそれを所持していた春日をコミジュル漂着当初から監視しており、今回ここに招き入れたのもそれを明らかにするためであった。結果として春日は何も知らないという事を信じられたが、代わりにナンバがかつて偽札事業を追ったせいで行方不明になった弟を探すためにコミジュルを嗅ぎまわっていた者だった事を暴露され、ナンバがコミジュルに始末されそうになるが、春日はコミジュルと敵対してでもナンバを守る事を選択。コミジュル構成員たちと戦いになるも辛うじてナンバを逃がす事に成功するが、ナンバの行方は春日にも分からなくなってしまった。
コミジュルから脱出した後はコミジュルからの刺客からナンバを保護するためにナンバの行方を追うが、ナンバが偽札事業の事をブリーチジャパンに駆け込んで洗いざらい話してしまったため、近江連合の極道によるサクラを加えたブリーチジャパンデモ隊によるコミジュルアジト襲撃が起こり、同時に馬淵によるクーデターが本格化する。趙からクーデターの勃発とコミジュル襲撃の事を知らされた春日は、趙の依頼によりコミジュルへの助太刀に向かう。道中で近江連合の石尾田と戦闘になるも退けコミジュル中枢にたどり着き、ソンヒの依頼により偽札事業の機材を焼き払って証拠隠滅するための時間稼ぎを請け負う。結果、偽札事業を継続不可能にはなるものの、偽札事業が白日の下に晒される事は避けられる。また、ナンバを追ってブリーチジャパン支部に訪れた際、飾られていた写真から東京都知事・青木遼が死んだと聞かされていた荒川真斗が出自を偽って名を変えた姿である事を知る。
焼け落ちるコミジュルアジトからソンヒらと共に脱出した春日は捕まえてきたブリーチジャパン代表・小笠原をホームレス街で尋問し、東京都知事・青木遼と近江連合やブリーチジャパンの背後について知る。同時に馬淵一派に囚われた趙が拷問によって殺されかけている状況を知り、ソンヒから得た信頼の証としてハン・ジュンギを仲間に加え、趙の救出に向かう。横浜流氓アジトで近江連合と歓談する馬淵と対決し退け、趙を助け出すのみとなったが、趙は「ある人物」に助け出されており自力で春日たちと合流。そのまま趙の案内により「ある人物」、かつての春日の弟分である安村光雄と再会し、荒川が「近い将来大バクチに出る、その為に一人でも多くの味方が必要」だと聞かされる。
趙を救出した後は趙も仲間に加わり、星龍会の星野会長、趙、ソンヒの三者を交えた情報交換により、青木遼の狙いは伊勢佐木異人町を地盤とし異人三を始めとした「グレーゾーンの住人」たちの寄る辺を用意してくれた恩人である民自党幹事長・荻久保の失脚が狙いであること、その一環として衆議院議員選挙で異人町のある神奈川二区より青木遼の後押しで久米が立候補した事などを知る。青木遼の狙いを挫くために自分たちから対立候補を立てる事を考えた春日は、星野会長に人選を任せる代わり、供託金の300万を用意することを請け負う。しかし300万を星野会長に納めた所で安村から連絡が入り、「親っさんの大バクチ」が近いことを聞かされたため、選挙はひとまず後回しにして蒼天堀に向かう。蒼天堀では安村からの再度の連絡を待たずに近江連合本部に侵入してしまったため、東城会の伝説の幹部である真島吾朗・冴島大河と戦いになるも善戦し認められ、東城会6代目会長である堂島大吾、そして荒川真澄と対面を果たす。大吾および荒川から荒川組の裏切りから春日を撃った事の真相、「大バクチ」の内容を全て聞かされ、改めて荒川真澄の協力者として作戦決行の場である翌日の渡瀬の出所祝いの席に臨む。渡瀬の出所祝いの席では想定されていた通りに近江連合幹部たちの反発および暴動が起こるが、真島・冴島に加え「オモロい」と言う理由で寝返った天童、そして突然現れた桐生一馬の協力もあり反発する幹部らの妨害を全て退ける。乱闘の後、倒れ伏して動けない春日に荒川は「今まで本当によく生きていてくれたな」と感謝の言葉をかけ、春日は涙を零した。
東城会と近江連合の同時解散の日の夜、荒川と食事に行く予定ではあったが40年ぶりという星野会長からの約束を断れなかった荒川は春日に謝罪しつつ星野会長からの約束を優先し別れる。それが春日が見た荒川の最後の姿であった。
明けて翌日、星野会長からの留守電により荒川が殺害されたことを知る。魂が抜けたように落ち込む春日だったが荒川と最後に会っていた星野会長からの誘いで平安樓に向かい、星野会長から荒川の最後の様子や荒川殺害は青木遼の指示である可能性が高い事を聞かされ、青木遼に繋がる足掛かりとして久米に話を聞く事を決めてそこで今日は衆議院議員選挙の公示日である事を知る。久米の街頭演説現場を狙って接触を試みるが失敗に終わり、星野会長から「お前自身が立候補者となれば接触できる」と提案され、滑り込みで立候補届を提出し、衆議院議員選挙に立候補する。星龍会で余っていた車や機材等を借りて選挙活動の体裁を整え久米との接触を試みるが初接触時に舌戦でやり込めた事もあり悉く逃げられるようになり、手を変え品を変え接触を試みている時、急遽コミジュルの情報ルートから星野会長が狙われている事を知り、久米への接触を中断して星龍会に向かう。
星龍会本部では倒れ伏す星龍会構成員たちの向こうに近江連合組員、そして沢城がいたが、星野会長は既に殺害されていた。激情のままに沢城と対峙し、沢城を打倒するが、沢城の口からは荒川殺害は自分ではないこと、そして荒川真斗は実は自分の子であり、コインロッカーで赤ん坊の取り違えが起きていた事、そして荒川の本当の息子は春日ではないかという数々の衝撃的な事実を聞かされる。
沢城を警察に逮捕させた後は沢城から聞いた話を忘れられず、「青木遼と話をつける」といきり立ち、久米を探してブリーチジャパンの支部へ向かう。支部に待ち構えていた近江連合組員を返り討ちにし、久米の居場所を聞き出すべく久米の居場所を吐かせるために殴るが、荒川と星野の死で冷静さを失って怒り狂う一番は、その構成員が知っている限りの情報を吐いた後でも情報が得られなかったことに怒って抵抗できなくなった相手を怒りのまま殴り続ける。仲間の制止も聞かずあわや殺害かと思われた矢先に突然現れた桐生に殴り飛ばされる事でようやく制止される。桐生に「情報を伝えにきたが今のお前はとても冷静ではない」と断じられ、夜にコミジュルのアジトに来るように指示される。コミジュルのアジトで改めて桐生と戦い、ひとしきり拳を交えて冷静さを取り戻し、桐生とソンヒからもたらされた情報により沢城の口封じを行うために殺し屋が呼ばれていること、その殺し屋と荒川殺害の下手人と見られている石尾田が接触している事を教えられる。春日は沢城殺害を止めるため、そして石尾田に真相を問い詰めるために石尾田を追うが、石尾田を倒して荒川殺害の下手人が天童である事を聞きだした直後、天童の手下によって仕掛けられていた爆弾によってビルのフロアごと爆破され行方不明となる。
足立の機転によって爆発直前に爆弾の存在に気付き九死に一生を得ていた春日たちは、ニック尾形の協力の元行方を晦まし行方不明を装ったまま、衆議院議員選挙投票日の前日の夜、神室町で応援演説に来ていた青木遼の前に突然姿を現す。仲間との連携プレイで一気に選挙カーの上に駆け上がって青木の目の前に立った春日は、健気な泡沫候補を演じて青木と握手する至近距離に立ち、「荒川真澄殺害を沢城に命じた時の音声データが荒川組事務所に残っている。これからそれを取りに行く」と告げる。これはブラフであり音声データは存在しないが、青木遼＝真斗がわずかな可能性でも無視できない性格であること、事の重大性から現在の東京近江連合のメンバーである天童も出てくるであろうという読みからの賭けであった。そしてその賭けは的中し、ミレニアムタワーの荒川組事務所で天童と対決して死闘の末に勝利する。
天童を倒した後は投票結果発表の会見の場でニック尾形の仕込みの偽テロップによる音声データが実在して奪取に失敗したのだと思わせる工作に加え、天童と連絡がつかない事に焦った青木本人を荒川組事務所におびき出す事に成功する。同時に同じく爆破から逃れており、青木に反発して臨時の協力者となっていたミラーフェイスの協力により春日一味が天童に敗北したのだと思わせる状況を演出。気が緩んだ青木に明確な「殺人の指示」をさせる事に成功し、その場面を動画として撮影してネットに拡散する。追い詰められて逆上した青木遼＝荒川真斗と2度に渡り対決し、死闘の末に勝利する。その後駆け付けた警察に囲まれる中で説得を試みるが、真斗には響かず刑事の銃を奪った真斗に逃げられてしまう。
全てを失った真斗が行きつく場所が分かっていた春日は、かつてのコインロッカーの前で真斗を発見し、再度説得を試みる。真斗が持っていた銃を発砲するも春日は怯まず真っ直ぐ真斗を見る目に真斗がようやく折れ、自殺を思いとどまって自首する事を決めるがその刹那にいつの間にか駆け付けていた久米に腹を刺される。急いで真斗を抱きかかえて病院に走るも間に合わず、彼の最期を看取る事となった。
その後のエンディングでは異人町で開かれた荒川親子の葬儀にナンバや紗栄子と共に出席し、その席で堂島と渡瀬が蒼天堀で行き場のなくなった元極道の受け皿として警備会社を立ち上げたことを知り、大吾、真島、冴島から異口同音に勧誘される。しかし春日は自分の居場所はかけがえのない仲間がいる異人町であること、受け皿が必要な人たちがいるのは異人町も同じであり、荒川のやり残した仕事は異人町でも引き継げる事を告げ、丁重に断ってこれからも異人町に残る事を告げた。

### 龍が如く7外伝 名を消した男
解散宣言以前の時点では本作の主人公である桐生とはまだ接点が無かったため、一切登場しない。解散宣言時の動向は『7』と同様。

### 龍が如く8
2022年（当時45歳）、3年前の活躍により「ハマの英雄」と称されており、市役所が運営するハローワークみさきの契約社員として、元極道（以下、元暴）の社会復帰に奔走していた。ある日、ハン・ジュンギと趙天佑を除く以前のパーティーメンバーが再会した折に紗栄子とのデートの約束を漕ぎ着けることに成功する。足立と難波のアドバイスのもと、何とかデート当日を迎え、プロポーズまで漕ぎ着けるものの、紗栄子との価値観の相違から結果は失恋に終わった。
その後は1年間も謝罪のメッセージを放置されるという悲劇に見舞われることとなる。そのような中、2023年（当時46歳）、突如として現れた多々良チャンネルの暴露の影響によりハローワークの契約を解除され、職を失うこととなる。これにより、春日は元暴の社会復帰の手助けを続けることが不可能となり、異人町の住民からの信頼も完全に失ってしまう。ネットでの告発から1ヶ月後、横浜星龍会が元極道を集め社会復帰を促そうとしている噂を耳にし、真相を確かめるべく、足立と難波を引き連れ、星龍会へと潜入する。会長の高部守の代わりに中にいたのは、新たに若頭に就任した海老名正孝と終身刑が下されたはずの沢城であった。春日は海老名に埠頭の倉庫へと案内され、星龍会が「元暴5年条項」の影響により生活に苦しむ元暴を社会復帰へと導くための新規ビジネスを展開していることを知る。また、この時沢城から真澄が愛した女であり春日の母親でもある茜の生存を告げられ、茜に会って欲しいと頼まれた事でハワイに単身旅立つこととなる。
ハワイに到着早々、謎の日系人タクシードライバー、エリック・トミザワに誘拐されかけるものの、ハワイ行きの飛行機の中で知り合った青年、三田村英二により窮地を救われ、そのまま意気投合し共に行動するようになる。その後も、トミザワの雇い主である山井豊の襲撃を乗り越え、なんとか茜の家にたどり着くことに成功する。茜の家にはハウスキーパーである千歳と名乗る女性がいたが、話の最中、知らぬ間に酒に睡眠薬を盛られ、春日は身ぐるみを剥がされてしまう。気が付くと全裸のままビーチに放置されており、ハワイの警察に逮捕され取り調べを受けることとなる。結果的に埒か明かないと判断し警察署から脱走するが、逃走の最中、大道寺一派の命を受け茜を捜索していた桐生一馬と遭遇し、行動を共にするようになる。
その後、桐生と共に再び茜の家へ向かうが、千歳はおろかまったく人の気配は無い。ほどなくして山井が部下を引き連れ、茜の家にやってくる。余計な争いを避け、迅速な逃走を図ろうとする桐生を他所に、春日はトミザワの可能性を信じ、山井一派から足抜けさせることを試みる。結果的に春日の後押しによりトミザワは山井一派から足を洗い、春日と行動を共にすることとなる。
桐生の宿泊するホテルにおいて情報をまとめる中で、山井一派が茜を狙う理由に違和感を抱きつつも、茜の手がかりを握っているのはハウスキーパーの千歳である、という結論に至る。春日が千歳に身ぐるみを剥がされた際にパスポートを奪われている、という手がかりを元に、裏でパスポートの横流しをしているトミザワの知り合いのタコス屋・ジェフに話を聞くこととなる。その結果、千歳と思しき女性が第五地区へ入るべく、春日のパスポートをジェフのもとに持ち込んだことが判明すると共に、汚職警官のローマンが第五地区への斡旋を行っていることを突き止める。早速春日達はローマンに接触するものの、交渉は決裂。乱闘の果てにローマンの第五地区の見回りに同行する形で中に入ることとなる。
第五地区はマフィア組織・バラクーダが支配する無法者の巣窟であったが、至る所に千歳がいた痕跡が残っていたため、春日達は手がかりを頼りに奥へと進む中、探索の末に奥の部屋で遂に不二宮千歳と再会する。千歳によると、突如として行方をくらませた茜がバラクーダにより危険にさらされていることを知り、救出するべく単身アジトへ潜入した、とのことだった。そのまま春日一行と千歳は道中を共にすることとなり、アジトの最上階でバラクーダ総裁であるドワイト・メンデスと対峙することとなる。しかし、この際に千歳は当初ドワイトのスパイとして春日達を誘導する役割だったことが判明するが、春日の真っ直ぐな性格に触れたことで離反を決意するに至る。結果的にドワイト自身は茜を追う詳細を知ることはなく、調査は振り出しに戻る。
その後、春日達は茜が所属していた宗教団体「パレカナ」を訪れ、奉仕活動の手伝いを通じて茜が大勢の信者達から慕われていたことを知る。しかし、それでも茜に関する決定的な手がかりを得ることはできず、途方に暮れていた際、春日の提案により動画投稿により茜に存在を知らせることを決定する。早速パソコンの扱いに詳しい英二と接触し、撮影した動画が投稿されると、中華系マフィア組織・ガンジョーが春日達に襲撃を仕掛けてくるようになる。今後の身の安全を考慮し、桐生の提案により大道寺一派のセーフハウスを拠点として用いることを決定する。状況を整理する中で、ごく限られた人間にしか明かしていないはずの春日と茜の間柄がガンジョーに筒抜けであることに気付き、情報を漏洩している人間の存在を疑い始める。真相を確かめるべく、春日達はガンジョーのアジト「涅槃岸」へと乗り込み、総帥であるウォン・トーから直接話を聞くことを決意する。ガンジョーの裏カジノを利用し、なんとか涅槃岸へ客として入り込むことに成功するものの、ウォンには春日達が来ることは予め知られていた。奥の部屋でウォンを打ち倒すと、ウォンの口からハワイ中のマフィアを牛耳る「オーナー」と呼ばれる存在が明らかとなるが、ウォンの告白がオーナーへの裏切り行為とみなされ、追われる身となってしまう。追手を退け、逃げ延びる道中、オーナーの正体がパレカナの代表であるブライス・フェアチャイルドであることや、ブライスが茜だけでなくラニという少女の捜索をマフィア達に対し直々に触れ回っていることを明かされる。
ガンジョーへの侵入により、ハワイ中のマフィアに目をつけられることとなった春日一行だが、まずは春日達を逃すべく囮となり、山井一派に連れて行かれた桐生を救出するべく「シアタービル」へと向かうことを決意する。メンバーに日本から応援に駆けつけた足立と難波を加え、シアタービルへと乗り込む。山井とその手下を蹴散らし、結果的に山井により保護されていた桐生と再会する。この時既に桐生は癌の進行により、一緒に行動を続けることが困難であることを知る。
日本へ戻る桐生と付き添いの難波を見送り、茜捜索を再会した矢先、ナイトスクエアで茜とラニが目撃された、との情報を掴み、春日達はナイトスクエアへと向かい、聞き込みを行う。納得のいく目撃証言が得られない中、様子を見ていたタトゥーショップの店主の手引きにより、春日達は海に案内され、そのまま船に乗ることとなる。海の真ん中で出迎えた巨大なクルーザーの中から顔を出したのは、山井により保護されていた春日の母・岸田茜とラニであった。セーフハウスへの道すがら、茜がラニを引き連れ逃げざるを得なかった理由がパレカナの指導者の後継者争いに端を発していたことが明かされる。茜を引き連れ、セーフハウスへと帰還したのも束の間、不穏な動きを察知した千歳により英二がバラクーダのスパイとして春日一行に潜入していたことが暴露される。気がついたときには既にバラクーダに茜の居場所が漏洩してしまっていた。程なくしてセーフハウスはバラクーダに襲撃され、壊滅。抵抗も虚しくラニは連れ去られてしまう。
襲撃の影響により、春日達は新たに茜を匿える拠点をシアタービルに移すこととなる。そのような中、千歳がラニを連れ戻すべくバラクーダのアジトへ単身乗り込んだ、との情報が入る。また、時を同じくして、大道寺一派のエージェントの生き残りの情報により、英二の正体が荒川組に嵌められて職を失った元新聞記者であり、極道に強い恨みを持っていること、辞職してからはブリーチジャパンのメンバーとして活動していたことなどが判明する。因縁めいたものを感じつつ、春日達は千歳が残した手がかりを元にバラクーダの溜まり場である、「クラブ・ギルティ」へと潜入することとなる。先に潜入していた千歳と共に、店にいた英二を追跡し、ラニを発見するものの、あと一歩のところでラニの救出には失敗してしまう。
シアタービルへ戻り、茜を狙うバラクーダを蹴散らした後、春日は茜と二人きりで過ごす時間の中で、ハワイに来てから渡すことのできていなかった父・荒川真澄の遺灰入りのネックレスを茜へと手渡した。
春日はラニが連れて行かれるパレカナの本拠地「ネレ島」に潜入する方法を模索するが、市中に紛れ込むパレカナの隠れ信者の襲撃を受け、次第に追い詰められていく。そのような中、春日は「襲ってくるということはまだラニがホノルルシティにいるから」と推測を立てる。程なくして、日本から援軍としてハン・ジュンギが到着。コミジュルのハッキングした衛星画像により、ネレ島の場所を割り出すことに成功する。また、この時にネレ島から一隻の物資輸送船がホノルルシティ間を航行しており、表からは見えない崖の中に停泊していることを突き止める。早速春日達は第五地区の隠し通路を抜け、ドワイトらによってネレ島へと連れて行かれる寸前のラニを発見する。ドワイトを蹴散らし、春日達はラニを奪還することに成功する。
その後、山井の提案により、船で茜とラニを極秘に日本へと逃がすことを決定する。途中ドワイトや巨大ザメの襲撃を受けつつも、途中で海上保安庁に引き上げられる形で無事に日本へとたどり着く。日本へ到着早々、山井は伊達真に自身の逮捕と引き換えに春日たちの身柄の引き渡しを依頼していたことが判明する。
春日達は異人町のホームレス村で桐生達と合流し、匿われる形でしばしの休息を取ることとなる。そのような中、海老名が沢城を人質にミレニアムタワーへ来ることを要求。また、同時にネットで横浜星龍会改め、NPO法人ブリーチジャパンがパレカナとの共同事業である「極道社会復帰プロジェクト」の放射性廃棄物処理事業のためネレ島へと元暴を派遣したというニュースを知ることとなる。急を要する事態の前に、春日は沢城救出の件を桐生に託し、ブライスの暴走を止めることを決意する。早速春日達はネレ島に向かい、襲い来るハクの戦士達の猛攻を潜り抜け、島の最奥にある洞窟で放射性廃棄物受け入れ事業のずさんな実態を目の当たりにすることとなる。ほどなくしてブライスが現れ、廃棄物受け入れの思惑が明かされると共に、一連の出来事に決着をつけるべく最後の戦いが繰り広げられることとなる。手下が倒されてもなお、助命を請う者を容赦なく切り捨てる冷酷ぶりを見せるブライスを相手に、辛くも春日達は勝利を収める。とどめとして、千歳によりネレ島の秘密と放射性廃棄物受け入れ事業の真相を動画配信により暴露され、ブライスは名実ともに信用を失墜することとなり、放射能に汚染された海へ入水自殺を図る。しかし、春日がブライスの入水を力尽くで阻止しそのまま身柄を拘束したため、ハワイにおける全ての騒動に終止符が打たれることとなった。
後日、神室町某所にて、今までの立場から一転して追われる身となり、隠れ潜んでいた英二の出頭を手助けする。野次馬が詰めかけ、ゴミを投げられる中、新神室署まで英二を送り届けた。
その後、異人町にて、前回のデート時の反省を踏まえ再び紗栄子に対しプロポーズ。許しを得られたのも束の間、春日が用意していたメッセージ入りTシャツを見せたことで紗栄子は呆れて物も言えずにその場を後にし、両者の関係は即刻振り出しに戻った。

### 龍が如く8外伝 Pirates in Hawaii
物語終盤にて登場し、真島が本編で体験した出来事の回想を西田や南と共にスタジオのような場所で傾聴している。あまりの突飛な内容の連続に虚言を疑い、西田達から窘められる一面を見せている。